# Christian McCaffrey
Pour les articles homonymes, voir McCaffrey.
(en) Statistiques sur pro-football-reference
Christian McCaffrey, né le 7 juin 1996 à Castle Rock, est un sportif professionnel américain de football américain jouant aux postes de running back et de kick returner dans la National Football League (NFL) depuis la saison 2017 et pour la franchise des 49ers de San Francisco depuis 2022.
Au niveau universitaire, il a joué pour le Cardinal de Stanford dans la NCAA Division I FBS avant d'être sélectionné en 8e choix lors de la draft 2017 par la franchise des Panthers de la Caroline où il reste six saisons avant de rejoindre les 49ers.
Il est codétenteur du record NFL du plus grand nombre de matchs consécutifs avec au moins un touchdown inscrit (17).

## Biographie

### Carrière universitaire
En 2014, Christian McCaffrey intègre l'université Stanford où il joue pour le Cardinal au sein de la NCAA Division I FBS.
Lors de la saison 2015, il établit un nouveau record du nombre de yards gagnés (all purpose yards) en une saison individuelle avec 3 864 yards. Le précédent record de 3 249 yards était détenu par Barry Sanders depuis 1988. Cette statistiques prend en compte les yards gagnés à la course (2 019 yards, deuxième total de la saison derrière Derrick Henry), au retour de kickoff (1 070 yards, troisième total derrière Aregeros Turner et Morgan Burns (en)), au retour de punt (130 yards) et à la réception (645 yards),.
Finaliste du trophée Heisman, il est battu par Derrick Henry. McCaffrey est toutefois nommé Associated Press College Football Player of the Year, joueur de l'année de la Pacific-12 Conference et gagne le trophée Paul Hornung et le Jet Award.
Lors du Rose Bowl 2016 où le Cardinal affronte les Hawkeyes de l'Iowa, McCaffrey établit un nouveau record de yards gagnés avec 368, battant le précédent record détenu par Jared Abbrederis (en). Il est aussi le premier joueur à courir pour plus de 100 yards (avec 172) et à faire plus de 100 yards à la passe (avec 109).

### Carrière professionnelle

#### Draft
En avril 2017, McCaffrey est sélectionné en 8e choix global lors du premier tour de la draft 2017 de la NFL par la franchise des Panthers de la Caroline.

#### Panthers de la Caroline
Lors de la saison 2018, McCaffrey bat le record du plus grand nombre de réceptions réussies en une saison par un running back, qui était détenu depuis la saison 2014 par Matt Forté avec 102 réceptions. Il bat aussi le record du plus grand nombre de réceptions réussies par son père sur une saison (101). McCaffrey devient aussi le troisième running back de l'histoire de la NFL (avec Forté et LaDainian Tomlinson) à dépasser 100 réceptions avec un gain de plus de 1 000 yards à la course et devient le recordman du plus grand nombre de réceptions effectués par un running back des Panthers sur une saison.

#### 49ers de San Francisco
Le 20 octobre 2022, McCaffrey est envoyé aux 49ers de San Francisco dans un échange contre plusieurs tours de draft.
En 8e semaine contre les Bengals de Cincinnati, McCaffrey inscrit son 17e touchdown consécutif, égalant le record détenu par Lenny Moore (en) du plus grand nombre de touchdowns consécutifs inscrits en NFL.
Le 4 juin 2024, McCaffrey signe une extension de contrat de deux ans le liant avec les 49ers jusqu'en 2027. Il touchera un montant total de 38 millions de dollars. Il reste ainsi le running back le mieux payé de la ligue tout en établissant un nouveau record de salaire à ce poste.
Durant le camp d'entraînement, McCaffrey a souffert d'une blessure au mollet et au tendon d'Achille, ce qui le contraint à manquer les matchs de pré-saison et l'empêche de participer au match d'ouverture contre les Jets, malgré un optimisme initial quant à sa participation. Les 49ers le placent cependant sur la liste des blessés, l'entraîneur principal Kyle Shanahan déclarant que McCaffrey avait connu sa pire journée en termes de douleur lors de l'entraînement précédant le deuxième match,. McCaffrey en profite pour consulter un spécialiste en Allemagne pour sa tendinite au tendon d'Achille. Il est activé le 9 novembre et fait ses débuts en 10e semaine contre les Buccaneers de Tampa Bay.
Le 1er décembre, lors de son quatrième match de la saison contre les Bills de Buffalo, McCaffrey doit quitter le match en première mi-temps à la suite d'une blessure au ligament croisé postérieur du genou droit. Après le match, Shanahan déclare qu'il faudrait environ six semaines pour récupérer de cette blessure ce qui met fin à la saison régulière de McCaffrey. Il termine ainsi la saison 2024 avec un bilan de 348 yards sans touchdown en quatre matchs, contre plus de 2 000 yards et 21 touchdowns la saison précédente.

## Statistiques

### Universitaires
| Année       | Équipe               | Statut      | MJ |     | Courses | Courses | Courses | Courses |       | Passes réceptionnées | Passes réceptionnées | Passes réceptionnées | Passes réceptionnées |
| Année       | Équipe               | Statut      | MJ | Nb. | Yards   | Moy.    | TD      | Nb.     | Yards | Moy.                 | TD                   |                      |                      |
| 2014        | Cardinal de Stanford | Fr.         | 12 | 042 | 0 300   | 7,1     | 0       | 17      | 251   | 14,8                 | 2                    |                      |                      |
| 2015        | Cardinal de Stanford | So.         | 14 | 337 | 2 019   | 6,0     | 08      | 45      | 645   | 14,3                 | 5                    |                      |                      |
| 2016        | Cardinal de Stanford | Jr.         | 11 | 253 | 1 603   | 6,3     | 13      | 37      | 310   | 08,4                 | 3                    |                      |                      |
| Totaux NCAA | Totaux NCAA          | Totaux NCAA | 37 | 632 | 3 922   | 6,2     | 21      | 99      | 1 206 | 12,2                 | 10                   |                      |                      |

### Professionnelles
| Année                    | Équipe                   | MJ |                 | Courses         | Courses         | Courses         | Courses         |                 | Passes réceptionnées | Passes réceptionnées | Passes réceptionnées | Passes réceptionnées |  | Fumbles | Fumbles |
| Année                    | Équipe                   | MJ | Nb.             | Yards           | Moy.            | TD              | Nb.             | Yards           | Moy.                 | TD                   | Nb.                  | Perdus               |  |         |         |
| 2017                     | Panthers de la Caroline  | 16 | 117             | 0 435           | 3,7             | 02              | 080             | 0 651           | 8,1                  | 5                    | 2                    | 1                    |  |         |         |
| 2018                     | Panthers de la Caroline  | 16 | 219             | 1 098           | 5,0             | 07              | 107             | 0 867           | 8,1                  | 6                    | 4                    | 1                    |  |         |         |
| 2019                     | Panthers de la Caroline  | 16 | 278             | 1 387           | 4,9             | 15              | 116             | 1 005           | 8,7                  | 4                    | 1                    | 0                    |  |         |         |
| 2020                     | Panthers de la Caroline  | 03 | 059             | 0 225           | 3,8             | 05              | 017             | 0 149           | 8,8                  | 1                    | 0                    | 0                    |  |         |         |
| 2020                     | Panthers de la Caroline  | 07 | 099             | 0 442           | 4,5             | 01              | 037             | 0 343           | 9,3                  | 1                    | 1                    | 0                    |  |         |         |
| 2022                     | Panthers de la Caroline  | 06 | 085             | 0 393           | 4,6             | 02              | 033             | 0 277           | 8,4                  | 1                    | 0                    | 0                    |  |         |         |
| 2022                     | 49ers de San Francisco   | 11 | 159             | 0 746           | 4,7             | 06              | 052             | 0 464           | 8,9                  | 4                    | 1                    | 0                    |  |         |         |
| 2023                     | 49ers de San Francisco   | 16 | 272             | 1 459           | 5,4             | 14              | 067             | 0 564           | 8,4                  | 7                    | 3                    | 2                    |  |         |         |
| 2024                     | 49ers de San Francisco   | 04 | 050             | 0 202           | 4,0             | 0               | 015             | 0 146           | 9,7                  | 0                    | 1                    | 1                    |  |         |         |
| 2025                     | 49ers de San Francisco   | ?  | Saison en cours | Saison en cours | Saison en cours | Saison en cours | Saison en cours | Saison en cours | Saison en cours      | Saison en cours      | ?                    | ?                    |  |         |         |
| Totaux en carrière       | Totaux en carrière       | 95 | 1 347           | 6 387           | 4,7             | 52              | 524             | 4 466           | 8,5                  | 29                   | 13                   | 5                    |  |         |         |
| Totaux chez les Panthers | Totaux chez les Panthers | 64 | 0 866           | 3 980           | 4,6             | 32              | 390             | 3 292           | 8,4                  | 18                   | 06                   | 2                    |  |         |         |

| Année              | Équipe                  | MJ |     | Courses | Courses | Courses | Courses |       | Passes réceptionnées | Passes réceptionnées | Passes réceptionnées | Passes réceptionnées |  | Fumbles | Fumbles |
| Année              | Équipe                  | MJ | Nb. | Yards   | Moy.    | TD      | Nb.     | Yards | Moy.                 | TD                   | Nb.                  | Perdus               |  |         |         |
| 2017               | Panthers de la Caroline | 1  | 06  | 016     | 2,7     | 0       | 06      | 101   | 16,8                 | 1                    | 0                    | 0                    |  |         |         |
| 2022               | 49ers de San Francisco  | 3  | 40  | 238     | 6,0     | 2       | 12      | 061   | 5,1                  | 1                    | 0                    | 0                    |  |         |         |
| 2023               | 49ers de San Francisco  | 3  | 59  | 268     | 4,5     | 4       | 19      | 152   | 8,0                  | 1                    | 1                    | 1                    |  |         |         |
| Totaux en carrière | Totaux en carrière      | 7  | 105 | 522     | 5,0     | 6       | 37      | 314   | 8,5                  | 3                    | 1                    | 1                    |  |         |         |

## Vie privée
McCaffrey est catholique et est le fils du wide receiver Ed McCaffrey ayant joué en National Football League (NFL) pendant treize ans et ayant remporté trois Super Bowls.
McCaffrey est en couple avec la Miss Univers 2012 et influenceuse de mode Olivia Culpo depuis 2019. Ils annoncent leurs fiançailles le 7 avril 2023 et se marient le 29 juin 2024 à Watch Hill dans l'État de Rhode Island.